# Абабко, Анатолий Иванович
Анатолий Иванович Абабко (род. 4 марта 1953 года) — народный депутат РСФСР (1990—1993), являлся членом Совета Республики Верховного Совета, членом Комитета по вопросам работы Советов народных депутатов и развития самоуправления, членом фракции «Смена (Новая политика)», принимал участие в работе фракций и групп «Рабочий союз России», «Радикальные демократы», «Чернобыль», «Коалиция реформ».

## Биография
Анатолий Абабко родился в посёлке Волна революции Краснодарского края. На момент избрания народным депутатом был бригадиром ремонтно-эксплуатационного мелиоративного объединения в г. Елизово, Камчатский край. Был активным участником объединения «Демократическая Камчатка». Баллотировался в депутаты Государственной Думы РФ третьего созыва на повторных выборах по Камчатскому одномандатному избирательному округу № 87 в марте 2000 г., выдвигался непосредственно избирателями, избран не был. Являлся сторонником радикальной экономической реформы, утверждения новых форм собственности и введения частной собственности на землю.